# Louis XI, le pouvoir fracassé
«Людовик XI, расколотая власть» (фр. Louis XI, le pouvoir fracassé) — телефильм режиссёра Анри Эльмана, вышедший на экраны 6 декабря 2011 на France 3. В России демонстрировался под названием «Людовик XI, угроза королю».

## Сюжет
Телефильм о последних днях жизни Людовика XI. Оригинальный сценарий Анри Эльмана и Пьера Мустье, адаптация и диалоги Жака Сантамарии.
Август 1483 года. Не вполне оправившийся от тяжелой болезни король Франции проводит лето в одном из замков в Турени. Молодой дворянин Клеман де Содр, племянник маршала Жье, сообщает о готовящемся на Людовика покушении. По его словам, герцог Орлеанский составил заговор с членами королевского совета, поклявшимися убить короля во время следующего заседания. Сам Луи Орлеанский с женой, доброй и благочестивой, но физически неполноценной дочерью короля Жанной, также прибывает к тестю, рассчитывая стать регентом при его сыне.
Королевская секретная служба действует весьма оперативно, и вскоре монарху становятся известны имена заговорщиков и подробности их плана. На предложение старшей дочери, Анны де Божё, немедленно арестовать предателей король отвечает отказом, предпочитая взять их с поличным, поскольку за каждым из этих грансеньоров стоят провинции, города и армии, и значит, обвинения против них должны быть неопровержимы. Заодно Людовик пространно объясняет свои цинично-патриотичные политические принципы. Выпустив узника одной из железных клеток, он наряжает его в королевское платье и отправляет вместо себя на совет. Не подозревая о том, что их замысел раскрыт, советники убивают мнимого короля, задушив его подушкой, после чего их окружает дворцовая стража.
Прочитав предателям очередную политическую лекцию, и предложив одобрить в качестве регента мессира Пьера де Божё, король приглашает советников на ужин (с цепями на ногах), после чего им предстоит в тюремных камерах обдумывать свое дальнейшее поведение. Своего спасителя Клемана де Содра, рассчитывающего на монаршую милость, король приказывает тихо ликвидировать, поскольку предавший раз — предаст снова.
Во время застолья с Людовиком случается новый приступ, но у него достает сил провозгласить своим преемником дофина Карла, назначить регентами Пьера и Анну де Божё, и заткнуть рот недовольному герцогу Орлеанскому, апеллирующему к своим правам ближайшего родственника по мужской линии.
Попытка Луи Орлеанского склонить на свою сторону воспрянувших духом в ожидании предстоящего освобождения советников решительно пресекается Анной де Божё, произносящей громогласную политическую речь в стиле своего отца, где патриотические призывы пересыпаны свирепыми угрозами в адрес эвентуальных мятежников. На смертном одре Людовик, игнорируя кроткую Жанну, прощается только с Анной, своей единственной дочерью, достойной наследницей его власти, после чего умирает, произнеся в качестве последнего слова: «Франция».

## В ролях
- Жак Перрен — Людовик XI
- Флоранс Пернель — Анна Французская
- Гаэль Бона — Жанна Французская
- Брюно Дебрандт — Луи Орлеанский
- Жан-Пьер Мало — капитан Гийом
- Дени Сильвен — Пьер де Божё
- Грегори Фитусси — Клеман де Содр
- Эрик Буньон — Совтер
- Ролан Копе — архиепископ Беллемский
- Матье Симоне — Филипп Анжуйский
- Эрик Шабо — Оже де Бри
- Маэль Гренье — Тристан Отшельник
- Арно Леконт — Жан де Шампань
- Жан-Кристоф Бретиньер — маршал Жье
- Паскаль Левек — Ришар де Берюль
- Филипп Вальмон — Анри Булонский
- Дени Малле — Франциск II Бретонский
- Кристоф Амон — Арно де Берлювье

## О фильме
Съемки проводились преимущественно в замке Ле-Плесси-Бурре, а также в аббатстве Фонтевро и замке Ле-Плесси-Масе, при поддержке региона Земли Луары. Исполнитель главной роли Жак Перрен сорока годами ранее уже снимался в Ле-Плесси-Бурре в фильме Жака Деми «Ослиная шкура».
По мнению обозревателя La Croix фильм Эльмана является ещё одним звеном своеобразного процесса исторической реабилитации Людовика XI, «самого макиавеллистичного из королей Франции», прозванного современниками «Рассудительным» (Prudent), но более известного, как «Вселенский паук» (l’Universelle araigne). Постепенный пересмотр традиционных взглядов на этого монарха, как на параноидальную личность и олицетворение тирании, жестокости, беспринципного цинизма начался с работ Пьера Шампьона в 1930-е годы, и продолжился мировым бестселлером Пола Мюррея Кендалла «Вселенский паук» (1974) и капитальной биографией Жана Фавье (900 стр.), изданной в 2001 году.
Анри Эльман, прочитавший в свое время работу Кендалла, «всегда полагал, что этот король стал жертвой несправедливости». По словам постановщика:

Сюжет расценивают как отталкивающий, а Людовика XI считают слишком антипатичным. Но знают о нём только избитые клише, вроде железных клеток и знаменитых «дочурок», в которые он заковывал своих врагов. Забывают, что он всё-таки был великим монархом, воплощением политического гения. Он сумел ловкостью и силой объединить, благодаря своим талантам дипломата и хитрости, те герцогства и баронии, которые ныне и составляют Францию!— La Croix
Образы дочерей короля, сыгранные Гаэль Бона и Флоранс Пернель, создают контраст, оживляющий несколько схематичный сюжет фильма. Жанна «Хромая», канонизированная в 1950 году, с её добротой и жертвенностью, пытающаяся защитить мужа, который её открыто презирает, и Анна, твердая, как скала, истинная наследница духа своего непреклонного отца.
По словам Жака Перрена, он сыграл в этом фильме, поскольку у него есть дети 11 и 15 лет, и ему хотелось оставить им в наследство эту актерскую работу, а образ Людовика XI замечателен, ибо этот циничный и злобный монарх объединил страну, которую только такими суровыми методами и можно было объединить, и Анри Эльман бился тридцать лет, чтобы иметь возможность снять о нём картину.
На Пессакском фестивале исторического фильма на вопрос, почему он выбрал именно такой персонаж, Перрен ответил, что

Мне кажется, это продемонстрировано в фильме. Людовик XI имел одно стремление: собрать все провинции, чтобы создать единое целое, Французское королевство. Если проследить историю образования государств, я не думаю, что они были сформированы с помощью религиозных песнопений и доброй воли, но именно властью и силой.
— Festival international du film d'histoire de Pessac
Деятели Аксьон Франсез приветствовали съёмки картины в своём «роялистском сетевом ежедневнике», напомнив, что на дворе в то время был четырёхсотлетний юбилей прославления Генриха IV, и выразив надежду, что фильм Эльмана позволит проделать ещё одну брешь в той лжи, с помощью которой «официальная истина» скрывает от народа правду о его истории.
Журналистка Paris Match отметила интеллигентность и красоту фильма, замечательный сценарий, и сообщила, что без содействия регионального совета Земель Луары этот проект так бы и остался нереализованным, «при том, что речь идет о чистом шедевре». В этой связи она раскритиковала культурную политику республики, так как с одной стороны Саркози открыл музей Истории Франции, а с другой общественные телеканалы «делают губки бантиком» (met la bouche en cul de poule) когда дело касается исторических фильмов, хотя это куда лучший способ популяризации отечественной истории, и даже китайцы это сообразили, и штампуют картины о своём имперском наследии десятками.
Жак Перрен получил приз за лучшую мужскую роль на 13-м Люшонском фестивале телепостановок в 2011 году.